# Le Rire

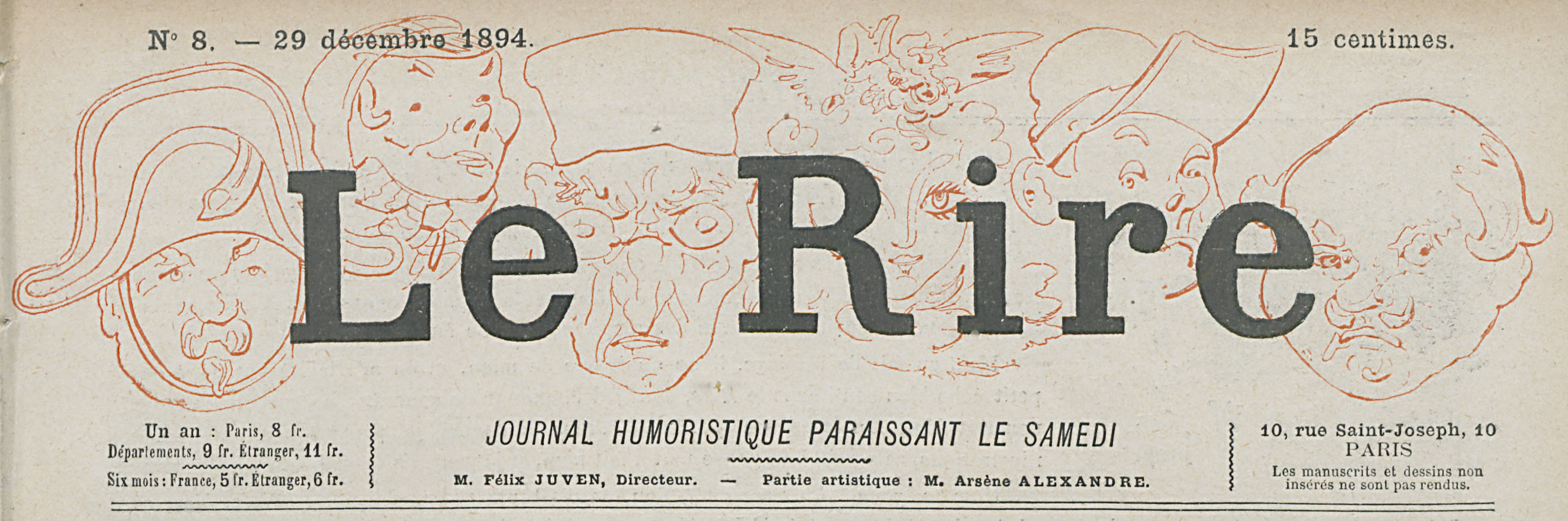
Le Rire
Titelzeile vom 29. Dezember 1894

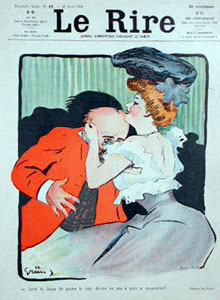
Die Umarmung. Titelblatt anno 1900 von Jules-Alexandre Grün

Le Rire (frz. Das Lachen) war eine Kunst- und Satire-Zeitschrift, die 1894 bis 1971 – mit Ausnahme der Jahre 1940 bis 1945 und Ende 1949 bis September 1951 – wöchentlich (ab 1946 monatlich) in Paris samstags zwölfseitig für 10 Centimes erschien. Im Ersten Weltkrieg erschien ab 1914 Le Rire rouge als „Kriegsausgabe“.

## Geschichte
Der Redakteur Arsène Alexandre (1859–1937) schrieb die Texte. Es kamen auch Schriftsteller wie Tristan Bernard, Alphonse Allais, Jules Renard und Paul Gordeaux (1891–1974) zu Wort.
Gesellschaftliche Auswüchse des Fin de Siècle, der Belle Époque und eines Großteils des restlichen 20. Jahrhunderts wurden in der von Félix Juven (1862–1947) gegründeten und herausgegebenen Illustrierten aufs Korn genommen und ins Lächerliche gezogen. Daneben besaßen die Ausgaben einen gewissen Unterhaltungswert. So fehlten Ausflüge ins Varieté mit Situationsberichten etwa über Yvette Guilbert, Polaire, Mélinite oder die Soubrette Réjane genauso wenig wie über prominentes Publikum wie Madame Séverine. Mit 100.000 Exemplaren aufgelegt, zählte Le Rire zu den erfolgreichsten Satireblättern auf dem Kontinent. Le Rire rouge gab es 1915 für 20 Centimes. Abonnentenpreise im Inland waren 3 Francs für drei Monate, 5,50 Francs für sechs Monate und 10 Francs für ein Jahr.
Im Ersten Weltkrieg war Le Rire rouge Teil der Kriegspropaganda. In der dritten Kriegsausgabe vom 5. Dezember 1914 warb Charles Léandre (1862–1934) für Solidarität mit Belgien, wo die deutsche Armee im Herbst 1914 widererwarten auf starken Widerstand gestossen war: In der Karikatur „Heldenhafter Manneken Pis“ uriniert das Belgien personifizierende Kind in das Pulverfass des deutschen Kaisers, der sich schon anschickt hat, dieses mit einer Fackel explodieren zu lassen.

## Illustrationen
Zahlreiche namhafte Illustratoren waren für Le Rire tätig, darunter Caran d’Ache, Ragnvald Blix, Leonetto Cappiello, Marcel Duchamp, Abel Faivre, Jean-Louis Forain,  Georges Goursat, Juan Gris, Jules-Alexandre Grün, Albert Guillaume, Iosif Iser, Georges Jeanniot, Charles Léandré, Georges Pichard, Feodor Rojankovsky, Arthur Sapeck, Théophile-Alexandre Steinlen, Roland Topor, Henri de Toulouse-Lautrec, Hermann Vogel und Adolphe Willette.
Weitere Illustrationen steuerten Jack Abeillé (1873–1939), Edmond Ceria (1884–1955), Xavier Gosé (1876–1915), Jules Grandjouan (1875–1968), René Georges Hermann-Paul (1864–1940), Manuel Luque (1853–1924), Lucien Metivet (1863–1932), Georges Meunier (1869–1942), Georges Omry (1880–1914), Benjamin Rabier (1864–1939), Pere Torné-Esquius (1879–1936), Auguste Vimar (1851–1916) und Jacques Wély (1873–1910) bei.
Illustrationen aus den Magazinen Punch aus England, Fliegende Blätter und Lustige Blätter aus Deutschland sowie Puck und Judge aus den Vereinigten Staaten lockerten gelegentlich den französischen Humor auf.